# Pecom 32
Pecom 32 bilo je kućno računalo srpske tvrtke Ei Niš, korišteno i u obrazovnim ustanovama u Srbiji krajem 1980-ih.
U kućištu dimenzija 25×18×5 cm smještene su dvije matične ploče, osnovna ploča s elektroničkim komponentama te druga s tipkovnicom, kao i napajanje. Tipkovnica QWERTY rasporeda sastojala se od 55 tipki, bez dijakričkih znakova. Na stražnjoj strani su se nalazili priključci za televizijski prijemnik, monitor, kazetofon, napajanje i poseban izlaz za zvuk, dok se s desne strane nalazio priključak za igraću palicu. Uz računalo je isporučivana knjižica od 70-ak stranica uputa za korisnike.

## Specifikacije[1][2]
- procesor: CDP 1802B na 2,8 MHz
- ROM: 16 kB s ugrađenim programskim jezikom BASIC 3 (predviđeno i mjesto za dodatnu ugradnju proširenja od 16 kB)
- RAM: 32 kB
- vanjska pohrana: audio kazeta
- prikaz na zaslonu: tekstualni način 40×24 znaka, grafički način 240×216 točaka
- zvuk: jednokanalni zvuk, 8 oktava, generiran na zvučniku televizijskog prijemnika
- U/I priključci: kazetofon, kompozitni i RF video, zvuk